# Waiake (Nouvelle-Zélande)
Waiake est une banlieue de la cité d’ Auckland, située dans l’Île du Nord de la Nouvelle-Zélande. Elle est sous la gouvernance locale du  conseil d’Auckland.

## Population
La population était de 4 350 habitants lors du   (recensement de 2013 en Nouvelle-Zélande). C’est une augmentation de 147 personnes par rapport au recensement de 2006 